# BS-329 Belgorod
Belgorod (rusko Белгород) je jedrska podmornica za posebne namene Ruske vojne mornarice, oborožena s torpedi na jedrski pogon 2M-39 Pozejdon. Z dolžino 184 m je najdaljša podmornica v zgodovini. Poimenovana je po mestu Belgorod. Gradnja se je začela po projektu 949A Antej in njen gredelj je bil položen 24. julija 1992. Leta 1997 se je gradnja zaradi finančnih razlogov ustavila. Trup je bil večinoma zgrajen, manjkali pa so reaktor, oprema in raketni silosi. Med obiskom Sevmaša 20. julija 2006 je minister za obrambo Sergej Ivanov sporočil, da podmornica, zgrajena v višini 80 %, ne bo dokončana.
Leta 2012 je vrhovni poveljnik Ruske vojne mornarice Vladimir Sergejevič Visocki sporočil, da bo Belgorod dokončan kot podmornica za posebne namene. 20. decembra 2012 je nov projekt dobil uradno oznako Projekt 09852. Njegova glavna oborožitev bo šest torpedov na jedrski pogon z veliko jedrsko bojno glavo 2M-39 Pozejdon, namenjenih uničevanju sovražnikovih obalnih mest z jedrskimi cunamiji. Dolžina predelane podmornice je 184 m, s čimer je Belgorod najdaljša podmornica na svetu in najdaljša podmornica v zgodovini. Splavljen je bil 23. aprila 2019, leta 2021 pa je bilo napovedano, da bo postal del Tihooceanske flote. 25. junija 2021 so se začela morska preizkušanja. V uporabo pa je bil predan 8. julija 2022, zaenkrat kot del 29. divizije podmornic Glavne uprave globokomorskih raziskovanj (na Severni floti).
Razred Antej je razvil konstruktorski biro Rubin, glavni konstruktor pa je bil Igor Leonidovič Baranov. Razvoj predhodnega razreda Granit se je začel leta 1969, na njegovi osnovi pa je bil razvit izboljšan razred Antej. Izboljšave se nanašajo na manjšo hrupnost, izboljšano elektronsko opremo in sedemlistni propeler namesto štirilistnega.